# Championnat du monde de badminton par équipes féminines 1960
Navigation
Lytham St Annes 1957 Wilmington 1963
La 2e édition du championnat du monde de badminton par équipes féminines, appelé également Uber Cup a eu lieu durant la saison de badminton 1959-1960.

## Format de la compétition
14 nations participent à l'Uber Cup. Après des phases de qualifications disputées localement, un tournoi final attribuant le titre se joue aux États-Unis.
Le tenant du titre, également pays hôte, est qualifié d'office pour la finale.
Chaque rencontre se joue en 7 matches : 3 simples et 4 doubles.

## Pays participants
| Zone            | Pays                                           |
| --------------- | ---------------------------------------------- |
| Océanie         | Australie Indonésie Nouvelle-Zélande Thaïlande |
| Asie            | Hong Kong Inde Malaisie                        |
| Europe          | Angleterre Danemark Écosse Irlande Suède       |
| Amériques       | Canada                                         |
| Tenant du titre | États-Unis                                     |
| Pays hôte       | États-Unis                                     |

## Qualifications

### Zone Océanie
|  | Demi-finales     | Demi-finales |                  |   | Finale       | Finale       |
|  | Demi-finales     | Demi-finales |                  |   | Finale       | Finale       |
|  |                  |              |                  |   |              |              |
|  | à Melbourne      | à Melbourne  |                  |   | à Wellington | à Wellington |
|  | à Melbourne      | à Melbourne  |                  |   | à Wellington | à Wellington |
|  | Australie        | 5            |                  |   | à Wellington | à Wellington |
|  | Australie        | 5            |                  |   | à Wellington | à Wellington |
|  | Indonésie        | 2            |                  |   | à Wellington | à Wellington |
|  | Indonésie        | 2            | Nouvelle-Zélande | 6 |              |              |
|  | à Dunedin        |              | Nouvelle-Zélande | 6 |              |              |
|  |                  | Australie    | 1                |   |              |              |
|  | Nouvelle-Zélande | Australie    | 1                | 4 |              |              |
|  | Nouvelle-Zélande |              |                  | 4 |              |              |
|  | Thaïlande        | 3            |                  |   |              |              |
|  | Thaïlande        | 3            |                  |   |              |              |

### Zone Asie
|  | Demi-finales | Demi-finales |      |   | Finale       | Finale       |
|  | Demi-finales | Demi-finales |      |   | Finale       | Finale       |
|  |              |              |      |   |              |              |
|  | à Singapour  | à Singapour  |      |   | à Jamshedpur | à Jamshedpur |
|  | à Singapour  | à Singapour  |      |   | à Jamshedpur | à Jamshedpur |
|  | Malaisie     | 7            |      |   | à Jamshedpur | à Jamshedpur |
|  | Malaisie     | 7            |      |   | à Jamshedpur | à Jamshedpur |
|  | Hong Kong    | 0            |      |   | à Jamshedpur | à Jamshedpur |
|  | Hong Kong    | 0            | Inde | 5 |              |              |
|  |              |              | Inde | 5 |              |              |
|  |              | Malaisie     | 2    |   |              |              |
|  | Inde         | Malaisie     | 2    |   |              |              |
|  |              |              |      |   |              |              |
|  | bye          |              |      |   |              |              |
|  |              |              |      |   |              |              |

### Zone Europe
|  | Quarts de finale | Quarts de finale |              |   | Demi-finales | Demi-finales |  |  | Finale       | Finale       |
|  | Quarts de finale | Quarts de finale |              |   | Demi-finales | Demi-finales |  |  | Finale       | Finale       |
|  |                  |                  |              |   |              |              |  |  |              |              |
|  |                  |                  |              |   | à Édimbourg  | à Édimbourg  |  |  | à Copenhague | à Copenhague |
|  |                  |                  |              |   | à Édimbourg  | à Édimbourg  |  |  | à Copenhague | à Copenhague |
|  | Écosse           |                  |              |   | à Édimbourg  | à Édimbourg  |  |  | à Copenhague | à Copenhague |
|  |                  |                  |              |   | à Édimbourg  | à Édimbourg  |  |  | à Copenhague | à Copenhague |
|  | bye              |                  |              |   | à Édimbourg  | à Édimbourg  |  |  | à Copenhague | à Copenhague |
|  | Écosse           | 2                |              |   |              |              |  |  | à Copenhague | à Copenhague |
|  | Écosse           | 2                | à Copenhague |   |              |              |  |  | à Copenhague | à Copenhague |
|  |                  | Danemark         | 5            |   |              |              |  |  | à Copenhague | à Copenhague |
|  | Danemark         | Danemark         | 5            | 7 |              |              |  |  | à Copenhague | à Copenhague |
|  | Danemark         |                  |              | 7 |              |              |  |  | à Copenhague | à Copenhague |
|  | Angleterre       | 0                |              |   |              |              |  |  | à Copenhague | à Copenhague |
|  | Angleterre       | 0                | Danemark     | 6 |              |              |  |  |              |              |
|  |                  |                  | Danemark     | 6 |              |              |  |  |              |              |
|  |                  | Irlande          | 1            |   |              |              |  |  |              |              |
|  | Irlande          | Irlande          | 1            |   |              |              |  |  |              |              |
|  | à Dublin         |                  |              |   |              |              |  |  |              |              |
|  | bye              |                  |              |   |              |              |  |  |              |              |
|  | Irlande          | 7                |              |   |              |              |  |  |              |              |
|  | Irlande          | 7                |              |   |              |              |  |  |              |              |
|  |                  | Suède            | 0            |   |              |              |  |  |              |              |
|  | Suède            | Suède            | 0            |   |              |              |  |  |              |              |
|  |                  |                  |              |   |              |              |  |  |              |              |
|  | bye              |                  |              |   |              |              |  |  |              |              |
|  |                  |                  |              |   |              |              |  |  |              |              |

### Zone Amériques
Le Canada est le seul représentant, les États-Unis étant qualifiés d'office.

## Tournoi final

### Premier tour
|  | Demi-finales     | Demi-finales     |          |   | Finale      | Finale      |
|  | Demi-finales     | Demi-finales     |          |   | Finale      | Finale      |
|  |                  |                  |          |   |             |             |
|  | à New Haven      | à New Haven      |          |   | à Baltimore | à Baltimore |
|  | à New Haven      | à New Haven      |          |   | à Baltimore | à Baltimore |
|  | Danemark         | 6                |          |   | à Baltimore | à Baltimore |
|  | Danemark         | 6                |          |   | à Baltimore | à Baltimore |
|  | Inde             | 1                |          |   | à Baltimore | à Baltimore |
|  | Inde             | 1                | Danemark | 7 |             |             |
|  | à Boston         |                  | Danemark | 7 |             |             |
|  |                  | Nouvelle-Zélande | 0        |   |             |             |
|  | Nouvelle-Zélande | Nouvelle-Zélande | 0        | 4 |             |             |
|  | Nouvelle-Zélande |                  |          | 4 |             |             |
|  | Canada           | 3                |          |   |             |             |
|  | Canada           | 3                |          |   |             |             |

Le Danemark se qualifie pour la finale.

### Finale
| 9 avril 1960 à Philadelphie | États-Unis                        | 5 - 2 | Danemark                         | Score              |
| --------------------------- | --------------------------------- | ----- | -------------------------------- | ------------------ |
| SD                          | Judy Devlin                       | 1-0   | Tonny Holst-Christensen          | 12-9, 12-9         |
| SD                          | Margaret Varner                   | 1-0   | Hanne Jensen                     | 11-8, 11-6         |
| SD                          | Dorothy O'Neill                   | 1-0   | Inge Hasselsteen                 | 11-8, 8-11, 11-7   |
| DD                          | Margaret Varner / Dorothy O'Neill | 0-1   | Kirsten Thorndahl / Hanne Jensen | 14-17, 5-15        |
| DD                          | Judy Devlin / Susan Devlin''      | 1-0   | Birte Kristiansen / Aase Winther | 15-5, 15-3         |
| DD                          | Margaret Varner / Dorothy O'Neill | 0-1   | Birte Kristiansen / Aase Winther | 8-15, 17-16, 14-17 |
| DD                          | Judy Devlin / Susan Devlin        | 1-0   | Kirsten Thorndahl / Hanne Jensen | 5-15, 15-6, 18-16  |